# Снігур Степан Олексійович
Степан Олексійович Снігур (25 листопада 1915, село Ріпинці, нині Кам'янець-Подільського району Хмельницької області — 16 березня 1995, місто Хотин Чернівецької області) — український письменник, педагог.

## Біографія
Народився в селянській сім'ї. Закінчив до війни педагогічний технікум у Кам'янці-Подільському, учительський інститут у Бердичеві, 1948 року — філологічний факультет Чернівецького університету. Учасник Великої Вітчизняної війни. Викладав українську мову та літературу на Поділлі (зокрема, до війни — у селі Гуменці Кам'янець-Подільського району) та Буковині. Жив у Хотині.

## Творчість
П'єси «Полум'яні серця» (1959), «Полум'я» (1963), книга нарисів «Юнь іде в життя» (1961), повісті «Альпійська троянда» (1973), «Буревій» (1976), «Татів наган» (1992), збірка оповідань і новел «Коли приходить любов» (1993). Роман-есе «Сповідь» залишився в рукопису.